# Station Notog

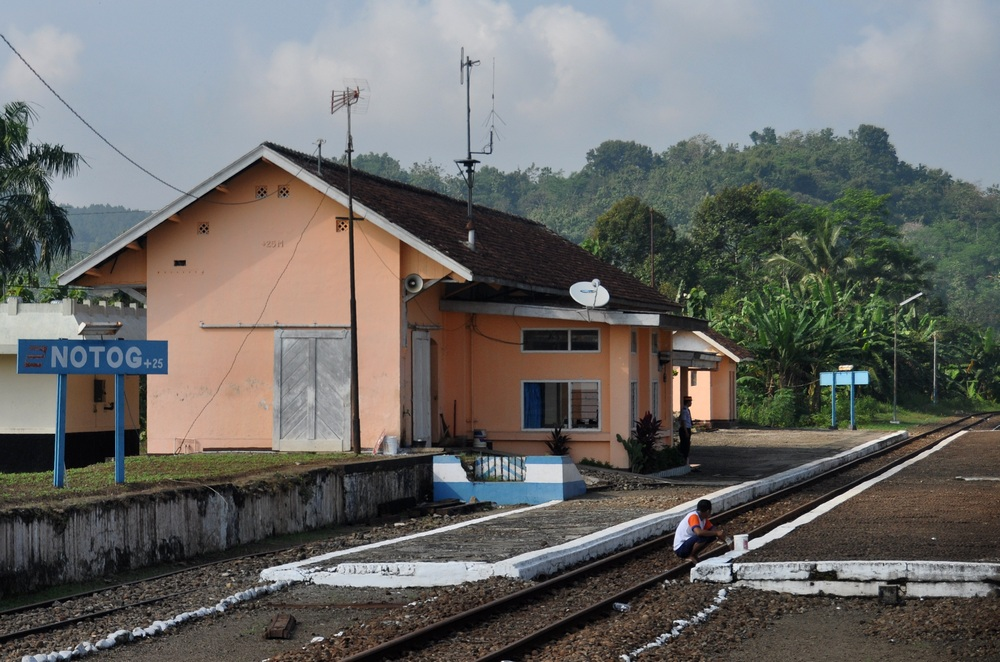
Station Notog (2010).

Notog is een spoorwegstation in de Indonesische provincie Midden-Java.